# 任军号
任军号（1963年9月—），男，汉族，陕西周至人，中华人民共和国政治人物。

## 生平
曾任云南省人民政府副省长、党组成员，云南省公安厅厅长、党委书记、督察长。2023年1月14日，当选云南省人大常委会副主任，卸任云南省副省长职务。